# 衣川の戦い
衣川の戦い（ころもがわのたたかい）は、文治5年閏4月30日（1189年6月15日）、陸奥国衣川館で行われた藤原泰衡方と源義経主従による戦い。

## 経過
奥州藤原氏三代・藤原秀衡は源平合戦を経て関東以西を制覇した源頼朝の勢力が奥州に及ぶことを警戒し、平家滅亡の立役者でありながらも頼朝から追われる身となっていた、源義経を大将軍に立てて鎌倉に対抗しようとしたが文治3年（1187年）10月29日に病没した。頼朝は秀衡の死を受けて後を継いだ藤原泰衡に、義経を捕縛するよう朝廷を通じて強く圧力をかけた。一方、義経は文治4年（1188年）2月に出羽国にて鎌倉方の僧兵・昌尊と合戦をしてこれを破っているとの記述が『玉葉』に残されている他、文治5年（1189年）1月には義経が京都に戻る意志を書いた手紙を持った比叡山の僧・千光房七郎が捕縛されるなど、再起を図ろうと動き始めている。しかし泰衡は再三の鎌倉の圧力に屈して、「義経の指図を仰げ」という父の遺言を破り、閏4月30日、500騎の兵をもって義経主従を藤原基成の衣川館に襲った。
義経方は、郎党の武蔵坊弁慶、鈴木重家、亀井重清、備前平四郎らがわずか10数騎で防戦したが、ことごとく戦死・自害した。館を平泉の兵に囲まれた義経は一切戦わずに持仏堂に篭り、まず正妻の郷御前と4歳の娘を殺害した後、館に火を放って自害した。享年31(満30歳没)。伝承や『義経記』などの物語によれば、弁慶は義経を守るべく立ったまま絶命したという（「弁慶の立ち往生」）。